# باربارا فست
باربارا فست یک ژنرال بازنشسته ارتش ایالات متحده است. یکی از اولین افسران زن که در موقعیت‌ها و وظایف چالش‌برانگیز و خطرناک زیادی قرار گرفت، فست یکی از اعضای تالار مشاهیر ارتش اطلاعات نظامی است. او اولین زن بود که فرماندهی یک گردان تاکتیکی اطلاعات نظامی ارتش را بر عهده گرفت و همچنین اولین افسر اطلاعات زن بود که فرماندهی یک لشکر رزمی را بر عهده گرفت. تخصص او در حوزه اطلاعات و امنیت سایبری بود. فست ارشدترین افسر اطلاعاتی نظامی بود که در زمان شکنجه‌ها در زندان ابوغریب در پروسه آزار زندانیان در عراق شرکت داشت.
فست با ۳۲ سال خدمت در سال ۲۰۰۸ بازنشسته شد. امروز او در هیئت مدیره چندین شرکت، از جمله «شرکت آموزش عمومی آمریکا» حضور دارد. او در "شرکت روفینگ اند سوپلای" و دانشکده پرستاری کالج هوندروس و یک شرکت تابعه دیگر که کاملاً متعلق به "APEI" است دارای منسب است.
او همچنین به عنوان یک مشاور استراتژیک در "اکسلیو" خدمت می‌کند و در هیئت مشاوران استراتژیک در "شرکت سیرا نوادا"، اتحاد اطلاعات و امنیت ملی (INSA)، انجمن تجاری غیرانتفاعی پیشرو غیرحزبی، شرکت "کلاریفای" و یک شرکت فناوری هوش مصنوعی حضور دارد. او قبلاً در هیئت مدیره "INSA" و "AFCEA" (انجمن ارتباطات و الکترونیک نیروهای مسلح) حضور داشته است.
فست همچنین یک کمیسر در کمیسیون فضایی و مرکز موشکی ایالات متحده و رئیس شورای مشورتی سایبری، کنسرسیومی مستقر در هانتسویل، متشکل از رهبران تجاری، دولتی و دانشگاهی است. او یک معتمد دولت محلی آلاباما برای فعالیت در دانشکده فناوری و مهندسی سایبری آلاباما است.
پس از بازنشستگی از ارتش ایالات متحده، فست به عنوان معاون سایبری و راه حل‌های اطلاعاتی برای شرکت بوئینگ نیز خدمت کرد. پس از آن، او در گروه سی‌جی‌آی به مدت پنج سال به عنوان معاون ارشد، واحد تجاری برنامه‌های اطلاعاتی ارتش و دفاعی در سی‌جی‌آی استخدام شد.
فست که به زبان‌های آلمانی و اسپانیایی مسلط است، در اشتراک گذاری اطلاعاتی که به پایان جنگ سرد منجر شد، کمک کرد. او در زمان سقوط دیوار برلین در سال ۱۹۸۹ در آلمان خدمت کرده بود. او در آنجا یک افسر اجرایی گردان اطلاعاتی بود و همچنین به عنوان فرمانده بخش اطلاعات در گروه ۶۶ اطلاعات نظامی نیز در حال خدمت بود. زمانی که در آنجا بود، او نماینده جامعه اطلاعاتی ایالات متحده بود و نقش مهمی در تسهیل رد و بدل اطلاعات مربوط به پناهندگان و فراریان ایفا کرد. ژنرال فست به عنوان فرمانده گروه ۶۶ اطلاعات نظامی و سپس به عنوان افسر ارشد اطلاعاتی برای فرماندهی بخش اروپای ایالات متحده، در هدایت تلاش‌های اطلاعاتی در میدان‌های عملیاتی اروپا و آفریقا نقش اساسی داشت.
خدمات فست همچنین منجر به دستگیری صدام حسین در عملیات آزادی عراق شد. او افسر ارشد اطلاعات نظامی بود که در دوران شکنجه و آزار زندانیان ابوغریب در عراق نیز خدمت کرده بود. فست در یافته‌های گزارش فی دربارهٔ شکنجه زندانیان در زندان ابوغریب از هرگونه تخلفی تبرئه شد.

## تحصیلات
فست در سال ۱۹۷۱ از دبیرستان شهرستان شرقی بلویل که در بلویل، ایلینوی قرار داشت، فارغ‌التحصیل شد و مدرک کارشناسی ارشد در رشته مدیریت بازرگانی را از دانشگاه بوستون و مدرک کارشناسی علوم در آموزش زبان‌های آلمانی و انگلیسی را از دانشگاه میزوری دریافت کرد. به او مدرک دکترای افتخاری حقوق از دانشگاه میسوری مرکزینیز اعطا شده است. او همچنین فارغ‌التحصیل کالج جنگ ارتش که در کارلایل قرار دارد است. او از دانشکده کارکنان نیروهای مسلح نیز دارای مدرک تحصیلی است.
1. ↑  "Executive Leadership - American Public University System | APUS".
2. 1 2 3 4  "Meet the members of CGI's management". CGI Group. Archived from the original on 30 May 2013. Retrieved 26 May 2013.
3. ↑  Carol Ann Alaimo (July 31, 2005). "Despite critics, Huachuca's leader focuses on future". Arizona Daily Star. Archived from the original on February 18, 2006. Retrieved September 4, 2007.